# Чумаченко, Владимир Ильич
Владимир Ильич Чумаченко (9 июля 1917, Лутугинский район — 27 марта 1944, Николаев) — Герой Советского Союза, участник «десанта Ольшанского», командир взвода 384-го отдельного батальона морской пехоты Одесской военно-морской базы Черноморского флота, младший лейтенант.

## Биография
Родился 9 июля 1917 года в селе Пятигоровка ныне Лутугинского района Луганской области в семье крестьянина. Украинец. Окончил 4 класса. Работал в колхозе.
В Военно-Морском Флоте 1938 года. Служил на плавбазе «Эльбрус» Черноморского флота, затем учился в электромеханической школе Учебного отряда Черноморского флота на моториста-дизелиста в городе Одесса.
В боях Великой Отечественной войны с июня 1941 года. В составе отдельного батальона школы участвовал в обороне Одессы и Севастополя. В апреле 1943 года окончил курсы подготовки начальствующего состава. Ему было присвоено звание младшего лейтенанта. Он бал назначен командиром взвода в 384-й отдельный батальон морской пехоты Черноморского флота.
Осенью 1943 года участвовал в десантных операциях в города Мариуполь и Осипенко (ныне Бердянск). За мужество и отвагу, проявленные в боях под Мариуполем, Чумаченко был награждён орденом Красного Знамени. Затем были бои на Кинбурнской косе, освобождение посёлков Херсонской области Александровка, Богоявленское (ныне Октябрьский) и Широкая Балка.

## Подвиг
Во второй половине марта 1944 года войска 28-й армии начали бои по освобождению города Николаева. Чтобы облегчить фронтальный удар наступающих, было решено высадить в порт Николаев десант. Из состава 384-го отдельного батальона морской пехоты выделили группу десантников под командованием старшего лейтенанта Константина Ольшанского. В неё вошли 55 моряков, 2 связиста из штаба армии и 10 сапёров. Проводником пошёл местный рыбак Андреев. Младший лейтенант Чумаченко был назначен командиром одной из боевых групп.
Двое суток отряд вёл кровопролитные бои, отбил 18 ожесточённых атак противника, уничтожив при этом до 700 солдат и офицеров врага. Во время последней атаки фашисты применили танки-огнемёты и отравляющие вещества. Но ничто не смогло сломить сопротивление десантников, принудить их сложить оружие. Они с честью выполнили боевую задачу.
28 марта 1944 года советские войска освободили Николаев. Когда наступающие ворвались в порт, им предстала картина происшедшего здесь побоища: разрушенные снарядами обгорелые здания, более 700 трупов фашистских солдат и офицеров валялись кругом, смрадно чадило пожарище. Из развалин конторы порта вышло 6 уцелевших, едва державшихся на ногах десантников, ещё 2-х отправили в госпиталь. В развалинах конторы нашли ещё четверых живых десантников, которые скончались от ран в этот же день. Пали все офицеры, все старшины, сержанты и многие краснофлотцы. Погиб и младший лейтенант В. И. Чумаченко.
Похоронен в братской могиле в городе Николаев в сквере 68-ми десантников.
Весть об их подвиге разнеслась по всей армии, по всей стране. Верховный Главнокомандующий приказал всех участников десанта представить к званию Героя Советского Союза.
Указом Президиума Верховного Совета СССР от 20 апреля 1945 года за образцовое выполнение боевых заданий командования на фронте борьбы с немецкими захватчиками и проявленные при этом отвагу и геройство младшему лейтенанту Чумаченко Владимиру Ильичу было присвоено звание Героя Советского Союза (посмертно).
Награждён орденами Ленина, Красного Знамени.
Их именем названа улица города, открыт Народный музей боевой славы моряков-десантников. В Николаеве в сквере имени 68-ми десантников установлен памятник. В посёлке Октябрьском на берегу Бугского лимана, откуда уходили на задание десантники, установлена мемориальная гранитная глыба с памятной надписью.